# Корнвол (графство, Ямайка)
Ко́рнвол (англ. Cornwall County, ям. креол Kaanwal Kounti) — одне з трьох історичних графств Ямайки. Адміністративний центр графства - місто Саванна-ла-Мар, яке одночасно є центром приходу Вестморленд. У складі графства також розташовується Монтего-Бей - четверте за населенням місто країни.

## Історія
Всі три графства Ямайки були утворені в 1758 році. Західне графство Ямайки було названо на честь однойменного західного графства Англії .

## Населення
За даними 2011 року, в графстві проживає 600 581 осіб на території 3 939,3 км². За щільністю населення графство займає 3-е місце в країні - 152,46 чол./км² .

## Парафії
Графство розділене на п'ять  округ (парафій) (на карті виділено зеленим):
| Графство Корнвол |                  |           |                |                        |
| № на карті       | Приход           | Площа км² | Населення 2011 | Адміністративний центр |
| 1                | Геновер          | 450,4     | 67 037         | Лусеа                  |
| 2                | Сент-Елізабет    | 1 212,4   | 146 404        | Блек-Ривер             |
| 3                | Сент-Джеймс      | 594,9     | 175 127        | Монтего-Бей            |
| 4                | Трелоні          | 874,6     | 73 066         | Фалмут                 |
| 5                | Вестморленд      | 807,0     | 138 947        | Саванна-ла-Мар         |
|                  | Графство Корнвол | 3 939,3   | 600 581        |                        |